# Ланду Маванга
Ланду Маванга (порт. Landú Mavanga, нар. 4 січня 1990, Луанда) — ангольський футболіст, воротар клубу «Бравуш ду Макуіш» і національної збірної Анголи.

## Клубна кар'єра
У дорослому футболі дебютував 2011 року виступами за команду «Рекреатіву ду Ліболу», в якій провів сім сезонів, протягом яких чотири рази ставав чемпіоном Анголи.
Згодом протягом двох сезонів був основним воротарем «Інтера» (Луанда), після чого 2019 року перейшов до клубу «Бравуш ду Макуіш».

## Виступи за збірну
2012 року дебютував в офіційних матчах у складі національної збірної Анголи.
У складі збірної був учасником Кубка африканських націй 2013 року у ПАР та Кубка африканських націй 2019 року в Єгипті, проте на обох турнірах залишався запасним воротарем і на поле не виходив.

## Титули і досягнення
- Чемпіон Анголи (4):

«Рекреатіву ду Ліболу»: 2011, 2012, 2014, 2015